# Lebiina
Sous-tribu
Synonymes
- Encratidae Gistel, 1856
- Lampriadae Chaudoir, 1871
- Lebiotae Bonelli, 1810

Les Lebiina sont une sous-tribu de coléoptères de la famille des Carabidae, de la sous-famille des Harpalinae, de la super-tribu des Lebiitae et de la tribu des Lebiini.

## Genres
Alkestis - 
Aristolebia - 
Aspasiola - 
Cryptobatis - 
Daer - 
Hyboptera - 
Lachnolebia - 
Lebia - 
Lebidema - 
Lebiomorphica - 
Lebistina - 
Lebistinida - 
Lionedya - 
Matabele - 
Megalebia - 
Orthobasis - 
Pachylebia - 
Pachylebioides - 
Paulianolebia - 
Pseudopachylebia - 
Rhopalostyla - 
Scalidion - 
Setolebia - 
Sofota - 
Thoasia